# Heliorestis daurensis
Heliorestis daurensis è una specie di batterio appartenente alla famiglia delle Heliobacteriaceae.